# 다마시마촌 (오사카부)
다마시마촌(일본어: 玉島村)은 일본 오사카부 미시마군에 설치되었던 촌이다. 현재의 이바라키시에 해당한다.

## 역사
- 1935년 2월 11일 - 미야시마촌이 합병해 미시마군 다마시마촌이 성립하였다.
- 1954년 2월 10일 - 이바라키시에 편입해 동일 다마시마촌은 폐지되었다.